# Ceratophysella indovaria
Ceratophysella indovaria är en urinsektsart som beskrevs av John Tenison Salmon 1970. Ceratophysella indovaria ingår i släktet Ceratophysella och familjen Hypogastruridae. Inga underarter finns listade i Catalogue of Life.